# Syphon Filter
Pour les articles homonymes, voir Syphon Filter (homonymie).
 (novembre 2019).
Si vous disposez d'ouvrages ou d'articles de référence ou si vous connaissez des sites web de qualité traitant du thème abordé ici, merci de compléter l'article en donnant les références utiles à sa vérifiabilité et en les liant à la section « Notes et références ».
Syphon Filter est une série de jeux vidéo développée par Eidetic - 989 Studios (devenu Sony Bend) et publiée par Sony Computer Entertainment. Créée en 1999 sur PlayStation, la série s’est poursuivie sur PlayStation 2 et PlayStation Portable. Le titre Syphon Filter donné à la série provient du nom de l'arme secrète au cœur des quatre premiers épisodes.

## Caractéristiques

### Genre
Syphon Filter est une série de jeux d'action, Infiltration, utilisant un système de tir à la troisième personne (TPS). Les jeux sont divisés en plusieurs missions (généralement une vingtaine par jeu) axées principalement sur le combat, mais entrecoupées de séquences plus ou moins longues d'infiltration.

### Système de jeu
- De Syphon Filter à Syphon Filter: The Omega Strain : Le gameplay est demeuré relativement similaire jusqu'à la transition sur PlayStation Portable. Ainsi, les contrôles établissent un équilibre entre les habiletés de mouvements du personnage et de tirs. Ils proposent notamment trois modes de visées : deux en mouvement et un mode de visée de précision qui oblige l'immobilité.

- Dark Mirror et Logan's Shadow : Les deux derniers épisodes, quant à eux, raffinent le système de visée en combinant les trois modes. Ainsi, le réticule de visée apparaît en tout temps à l'écran. Il n'y a plus de visée automatique : le joueur doit lui-même diriger ses tirs, mais il peut continuer de se déplacer. Un mode de visée à l'épaule favorise par ailleurs une précision accrue.

### Musique
La musique utilisée pour tous les jeux de la série a la capacité de s'adapter au niveau d'action à l'écran. Ainsi, chaque mission possède au moins deux thèmes construits sur des éléments caractéristiques semblables : un thème normal, relativement calme, ainsi qu'un thème plus actif utilisé lorsque des ennemis attaquent.
Chuck Doud a composé la musique des deux premiers jeux de la série, avant que Chris Stevens ne prenne le relais pour Syphon Filter 3.
Mark Snow, à qui l'on devait notamment la musique originale de la série télévisée X-Files : Aux frontières du réel, a été recruté pour écrire la trame musicale de The Omega Strain, puis a collaboré, avec quelques autres, à celles de Dark Mirror et Logan's Shadow.

## Les jeux
La série se compose de plusieurs opus :
- Syphon Filter sur PlayStation (1999)
- Syphon Filter 2 sur PlayStation (2000)
- Syphon Filter 3 sur PlayStation (2001)
- Syphon Filter: The Omega Strain sur PlayStation 2 (2004)
- Syphon Filter: Dark Mirror sur PlayStation Portable (2006) et PlayStation 2 (2007)
- Syphon Filter: Logan's Shadow sur PlayStation Portable (2007) et PlayStation 2 (uniquement en Amérique du nord)
- Syphon Filter: Combat Ops sur PlayStation Portable (2008)

### Syphon Filter
Dans ce premier opus, le joueur incarne Gabe Logan (Gabriel Logan), interprété par Stéphane Cornicard, un agent secret d'une firme secrète américaine, l'Agence, avec sa partenaire Lian Xing, une autre agent. L'histoire commence quand Elis, un autre agent infiltré enquêtant en Amérique du Sud, se fait capturer et exécuter par Mara Aramov, une tueuse à gages sous les ordres de Erich Rhoemer, un terroriste allemand. L'Agence découvre alors que ces derniers cultivaient des plantes afin de créer un virus, nommé Syphon Filter. On découvrira alors que certaines personnes de l'Agence étaient en fait des traîtres à la solde de Rhoemer. Rhoemer sera finalement éliminé par Logan, qui l'aura suivi à la trace en passant par New York, les pays de l'Est, etc.
C'est le premier épisode d'une longue série dont ses 2 suites sont sur Playstation 1. C'est l'épisode considéré comme le plus dur de la série.

### Syphon Filter 2
Cet opus permet de jouer Lian Xing et Gabriel Logan, alternativement. L'épisode débute lorsque toute l'équipe (Gabe Logan, et Lian Xing) se préparent à rapporter les informations qu'ils ont recueillies lors de leurs investigations dans l'opus précédent. Lian, contaminée par le virus Syphon Filter, se fait alors capturer par l'Agence, et Gabe réussit à s'enfuir en avion. Celui-ci se fait abattre en plein vol par deux avions F-22. Dès lors, on suit deux histoires : celle de Lian, qui doit s'échapper des locaux de l'agence, et celle de Gabe, qui doit s'échapper lui aussi avec les survivants du crash des montagnes où il s'est écrasé et ensuite trouver un vaccin pour Lian.
Deux nouveaux personnages importants feront leur apparition : Lawrence Mujari, un docteur aux principes très développés, qui soignera Lian, et Teresa Lipan, une ancienne membre de l'agence qu'elle a quitté peu après les événements du Kazakhstan. Elle apporte un soutien logistique. On retrouvera Mara Aramov qui essaye toujours de vendre ses services au plus offrant. Finalement, Gabe trouvera le directeur de l'Agence, Stevens, et l'abattra. Jason Chance, qui a aidé Gabe au long de la première partie du jeu, fera aussi son apparition. On découvre qu'il s'agissait d'un agent double. En dépit de son armure pare-balles, Gabe le tuera (en le poussant dans un rotor d'hélicoptère), mais auparavant, Chance aura eu le temps d'abattre Teresa qui sera enterrée à la fin.
Cet opus est bien plus spécialisé dans l'infiltration (beaucoup de missions vous ordonnent de ne pas être repéré), et dans les tirs non létaux (ne pas tuer les GI Marines, les prisonnières politiques, etc.). Ce jeu est divisé en 2 disques.
Un mode 2 joueurs fait aussi son apparition, et plusieurs secrets doivent être trouvés (easter-eggs, records de temps à battre sur certaines missions) afin de déverrouiller certaines cartes ou personnages jouables.

### Syphon Filter 3
Ce troisième opus permet de contrôler Gabe, Lian, Lawrence Mujari et Teresa Lipan. L'histoire commence lorsque Gabe et Lian décident d'assassiner le général Shi Hao, un dirigeant chinois voulant utiliser le virus Syphon Filter depuis le deuxième opus. Une fois cette mission accomplie, Lian et Gabe sont appelés à comparaître devant le Congrès des États-Unis pour témoigner sur l'affaire Syphon Filter. L'histoire est alors découpée en deux grandes parties : d'une part, les souvenirs des héros par le biais d'anciennes missions pour certain antérieures aux précédents opus, telles que la rencontre entre Lian et Gabe ainsi que l'origine du virus et sa 1re apparition ; d'autre part, des événements en parallèle aux interrogatoires du sénat tels que l'apparition d'un nouveau personnage allié non jouable, Maggie Powers agent du MI6 qui aidera à couler en haute mer le S.S Lorelei qui transporte la cargaison du virus. Teresa refait son apparition, s'étant fait passer pour morte afin d'espionner Aramov. Elle explique alors comment elle a rencontré Gabe, et aussi comment elle a enquêté de son côté sur l'Agence. Elle accuse le secrétaire d'État Vince Hadden d'être le cerveau du consortium et alors sur point d'être arrêter, quand Mara Aramov fait irruption et le tue en tirant sur la foule. S'ensuit une prise poursuite et prise d'otage dans le sénat jusque dans le métro, où Gabe finit par blesser Mara, qui est envoyée à Guantánamo. Plus tard Gabe est alors désigné directeur de l'Agence, et recrute Lian, Lawrence et Teresa en vacances, ainsi que d'innombrables futurs agents de confiance et le jeu se termine par un cliffhanger sur un sous-marin qui récupère une cargaison du virus qui a sombré dans la mer avec le rire de Mara.
Les principales nouveautés de ce troisième opus est son nouveau mode multijoueur "Mini-jeux" (assassinat, démolition, infiltration, etc.) et de nouvelles armes dont un Steyr AUG avec viseur à rayons X permettant de voir et tirer à travers les murs. L'intrigue de la franchise est, de plus, approfondie grâce à des missions chronologiquement antérieures au scénario de Syphon Filter 1, 2 et 3.

### Syphon Filter (4): The Omega Strain
Ce quatrième opus est foncièrement différent de la trilogie d'origine. Le joueur incarne une nouvelle recrue de l'I.P.C.A, que l'on crée soi-même, et qui sera sous les ordres de Gabe, Lian, Teresa, Lawrence et plein d'autres nouveaux personnages. Le gameplay est vraiment différent. On ne peut plus porter toutes les armes du niveau sur son dos, il n'y a plus que des grenades (gaz, inflammables, etc.), une arme principale (fusil), une secondaire (mitraillette), un pistolet, et arme de mêlée (couteau, tazer...) et débloquer de nouvelles armes, des tenues, accessoires, rangs et des compétences spéciaux. en terminant des objectifs de mission en réalisant des actions spéciales (1000 headshots, 500 morts à la grenade, couteau, etc.). Au début de chaque mission, on choisit son équipement. Certains objectifs sont primordiaux et d'autres peuvent être ratés (sauver des gens, ne pas se faire repérer ou élimination non-létale) sans pour autant qu'il y ait échec de la mission. Le fait de réussir des objectifs cachés, ou des objectifs secondaires permet de découvrir des documents et vidéos qui approfondiront l'histoire et même des révélations.
Mara Aramov (qui s'est donc échappée de Guantánamo depuis la fin de Syphon Filter 3) et son nouvel associé Mikhaïl Niculescu ont réussi à récupérer des caisses du virus Syphon Filter dans l'épave du S.S Lorelei. Le but du joueur sera d'épauler les personnages principaux tout au long du jeu. L'Agence (IPCA) va chercher à remonter une piste qui commence à Carthage, aux États-Unis où une nouvelle souche du virus Syphon Filter fait sont apparition. On apprendra que des terroristes tchétchènes ont pour projet de mettre la main sur le virus, en achetant les caisses à Mara Aramov et son complice, Mikhaïl Niculescu.
Cet opus a été critiqué violemment à cause du fait qu'on ne joue plus principalement Gabe, Lian et les autres (jouable uniquement en missions bonus déblocables en battant le temps solo record), ainsi que pour le nouveau gameplay (sur les objectifs de missions, notamment). Mais avait la nouveauté de pouvoir jouer certaines missions en coopération en ligne et des objectifs exclusifs.

### Syphon Filter (5): Dark Mirror
Dans cet épisode, les déboires avec le virus Syphon Filter et tous ses protagonistes sont terminés. Le joueur dirige la plupart du temps Gabe Logan, directeur de l'IPCA, et Lian Xing, sa partenaire.
Tout commence lorsqu'un groupe paramilitaire appelé Red Section attaque une raffinerie en Alaska. On pourrait penser qu'un simple groupe anti-terroriste aurait pu s'occuper de cette affaire, mais Washington envoie l'IPCA sur cette affaire car ils ont des choses à cacher. On y découvre que des plantes génétiquement modifiées sont cultivées dans un laboratoire sous la raffinerie. Après cela, Gabe sera envoyé au Pérou combattre la Red Section qui s'est alliée à des révolutionnaires locaux pour cacher leurs activités et retrouvera Adison Hargrove ex de l'Agence qui travaille pour Kemsynth et cache volontairement des choses, puis partira en Bosnie pour les empêcher de se procurer de l'uranium appauvri ce qui causera ma mort de beaucoup de casque bleu, puis dans un casino de Konigsberg où la mafia locale est surveillée par le MI6 et fait des affaires avec la Red Section. Ils iront ensuite en Allemagne pour faire un échange entre le disque de données et la fille de Adison hélas est tombée dans le vide et se termine en Finlande où le joueur devra éliminer les principaux acteurs de cette conspiration et sauver la fille de Adison devenue orpheline. Gabe rendra hommage sur la tombe d'Adison qui s'était faite passer pour morte et avouera à Gabe que Blake est sa fille.

Le joueur lors de ses aventures devra recommencer les missions plusieurs fois pour débloquer des missions bonus et pour trouver les preuves cachées disséminées dans les niveaux. Au niveau de la maniabilité, le héros peut se plaquer au mur, ne porter qu'une arme de chaque type (dont un sniper permettant d'utiliser 4 types de munitions : balles de 6 mm, fléchettes explosives, électriques et à gaz), ouvrir une porte discrètement ou violemment et disposera de lunettes qui mettront en surbrillance tous les objets avec lesquels on peut interagir. Il n'est jamais demandé explicitement au joueur de ne pas se faire repérer mais foncer dans le tas n'est pas non plus la meilleure solution : le joueur est donc libre d'accomplir les missions suivant sa manière de jouer. Il est juste dommage d'être toujours obligé de tuer les ennemis pour pouvoir passer.
Il s'agit aussi du premier épisode où l'on peut jouer jusqu'à 8 joueurs en ligne dans plusieurs modes et sur 5 cartes différentes.
Enfin, signalons qu'une des missions bonus déblocables vous fera incarner Gary Stoneman (surnommé "Stone") devant éliminer Mara Aramov.

### Syphon Filter (6): Logan's Shadow
Dans ce sixième opus, on incarne Gabe Logan, principalement.
Le gameplay est exactement le même que celui de l'opus précédent, si ce n'est qu'on peut agripper un ennemi (pour un temps limité), tirer à l'aveuglette derrière un muret, etc. On notera principalement l'ajout d'un mode "sous marin", où l'on peut plonger sous l'eau, et donc se battre avec des fusils harpons, et tout ce que cela implique. La maniabilité est particulièrement simple et efficace. De plus certaines actions nécessiteront d'effectuer des QTE (utiliser une grue pour ne citer que ça), ou de marteler une touche pour arriver à nos fins (par exemple ouvrir une porte sous l'eau). Pour ce qui est du déblocage de bonus, d'armes, ou de niveaux cachés, le principe reste le même que celui de Dark Mirror.
Quant au scénario, tout commence par l'attaque de pirate somalien dirigée par le terroriste Bitar sur un navire de la Navy, convoitant une mystérieuse cargaison que Gabe se doit de protéger sauf que rien ne se passe comme prévu. Au cours de cette mission, Alima Haddad (présente de Syphon filter 4) trouve la mort lors du crash de son hélicoptère ainsi qu'une unité d'intervention qui a été massacrée avait été envoyée avant sans même que Gabe ne soit informer.
On découvre par la suite la disparition de Lian Xing et que la cargaison est une bombe électrique, mise au point par l'ex mari de Lian, Shen, qu'elle a rejoint, pour tenter de le protéger. Or le commanditaire de la mission, Cordell, s'avère par la suite être un traître et avoir commandité lui-même l'opération terroriste, de manière à retrouver Shen (pour avoir les plans de la bombe). Cette bombe (et Shen) se trouve être convoitée par le MI6, les États-Unis, la Chine, la Russie, ainsi que d'autres pays. Ce qui nous amène à rencontrer l'ancien mentor de Lian, Trinidad, et à nous retrouver dans divers endroits, comme sur un navire de la NAVY dans son épave, dans le désert syrien, dans une prison géorgienne, etc.
Finalement, Gabe retrouve Lian, lui pardonne et stoppe les terroristes, mais Shen préfère mettre fin à ses jours plutôt que de recréer une bombe pour un gouvernement, laissant Trinidad sur sa faim. Le jeu se termine par Gabe avouant à Lian qu'il décide de quitter l'IPCA pour voir grandir sa fille et se rend à la salle de sport pour retrouver Teressa et Lawrence. Ceux-ci sont allongés sur le sol et Trinidad fait alors irruption par derrière pour tuer Lian. Mais Gabe s'interpose et tire sur Trinidad. La fin est alors très ambiguë, sur le destin des personnages. Lian s’appuie sur Gabe tout en hurlant qu'il ne veut pas mourir, mais Trinidad meurt bel et bien.

## Les personnages principaux
| Alliés | Ennemis |
| --- | --- |
| - Gabriel Logan - Lian Xing - Teresa Lipan - Lawrence Mujari - Imani Gray - Gary Stoneman (Stone) - Alima Haddad - Gina Hunter - William Crusher - Maggie Powers - Dr Elsa Weissinger - Uri Gregorov - John Ramirez - Ellis | - Lyle Stevens - Mara Aramov - Erich Rhoemer - Thomas Markinson - Jonathan Phagan - Edward Benton - Anton Girdeux - Vincent Hadden - Dillon Morgan - Shi-Hao - Steven Archer - Mihaïl Niculescu - Jason Chance - Thomas Holman - Pavel Kravitch - Derek Falkan - Vladimir Gabrek - Jorge Marcos - Bitar - Cordell |